# تايلر كين
تايلر كين (بالإنجليزية: Tyler Cain)‏ مواليد 30 يونيو 1988 في روشستر، هو لاعب كرة سلة أمريكي. بدأ مسيرته الاحترافية في سنة 2010. يلعب في الدوري الفرنسي لكرة السلة الدرجة الأولى. يحمل الرقم 30. يبلغ طوله 6 قدم 8 بوصة (2.0 م).

## المسيرة الاحترافية
لعب مع في إي إف ريغا من سنة 2010 إلى 2012، ثم لعب مع فولجور ليبرتاس فورلي في موسم 2013–2014، ثم لعب مع جاي دي أيه ديجون في الدوري الفرنسي في موسم 2015–2016، ثم لعب مع ريمس شمبانيا في سنة 2016.

## روابط خارجية
- تايلر كين على موقع كرة السلة الأوروبية.كوم (الإنجليزية)
- تايلر كين على موقع كلية كرة السلة في سبورتس رفرنس.كوم (الإنجليزية)
- تايلر كين على موقع ريلجم (الإنجليزية)
- تايلر كين على موقع بروبوليرز (الإنجليزية)
- تايلر كين على موقع سبورتس رفرنس (الإنجليزية)